# Bryan Cranston
Bryan Lee Cranston, ameriški igralec, * 7. marec 1956, Hollywood, Kalifornija, Združene države Amerike.
Rodil se je v siromašni igralski družini kot drugi od treh otrok. Oče ni mogel dobiti dovolj vlog da bi lahko preskbel družino, zato jih je zapustil, ko je bilo Bryanu dvanajst let. Kljub temu je že zgodaj pokazal zanimanje za igralsko kariero, vendar ga družina pri tem ni posebej spodbujala. Redno je pričel nastopati v poznih 1980. letih v manjših vlogah v TV-serijah in oglasih ter kot sinhronizator.
Preboj mu je uspel leta 2000, ko je dobil glavno vlogo družinskega očeta Hala v komični seriji Glavca (Malcolm in the Middle) in v njej nastopal do konca leta 2006. Še bolj je zaslovel s svojo naslednjo glavno vlogo, vlogo srednješolskega učitelja kemije, ki se poda na pot kriminala, v seriji Kriva pota (Breaking Bad). Zanjo je trikrat zapored prejel nagrado emmy za najboljšega glavnega igralca v dramski seriji, bil nato dvakrat nominiran ter jo osvojil še enkrat leta 2014 za drugi del zadnje sezone.
Kasneje je pričel dobivati pomembnejše vloge tudi v hollywoodskih filmih, denimo političnem trilerju Misija Argo (2012). Za glavno vlogo v biografskem filmu Trumbo (2015) je bil prvič nominiran za oskarja.